# Shon Lewis
Shon D. Lewis (ur. 20 marca 1967) – amerykański zapaśnik walczący w stylu klasycznym. Odpadł w eliminacjach mistrzostw świata w 1993 i 1999. Trzeci w Pucharze Świata w 1992 roku.
Zawodnik Placer High School z Auburn i University of Oregon, potem United States Marine Corps. Trener. Afroamerykanin.